# Walferdange
Walferdange (in lussemburghese: Walfer; in tedesco: Walferdingen) è un comune del Lussemburgo centrale. Fa parte del cantone di Lussemburgo, nel distretto omonimo. Si trova a nord della capitale.
Nel 2001 la città di Walferdange, che dà il nome al comune e si trova al centro del suo territorio, aveva una popolazione di 728 abitanti. Le altre località che fanno capo al comune sono Helmsange e Bereldange.
Il comune fu istituito il 1º gennaio 1851, quando fu scorporato dal territorio di Steinsel. La legge istitutiva fu approvata il 25 novembre 1850.

## Storia
Sebbene il comune sia nato nel 1851, vi sono tracce di insediamenti preistorici e segni di epoche lontane: il qanat Raschpëtzer e i resti di una villa romana ad Helmsange che fa risalire il villaggio al periodo di occupazione romana della Gallia. La chiesa fu costruita fra il 1845 e il 1852; le caratteristiche principali della sua facciata classica sono due statue di padre Massimiliano Kolbe e santa Teresa di Lisieux (entrambe aggiunte posteriormente). Prima dell'unificazione ufficiale del comune, e persino prima che la chiesa fosse edificata, era la religione a tenere insieme i villaggi di Heisdorf, Helmsange, Bereldange e Walferdange uniti.
Il primo riconoscimento pubblico di Walferdange arrivò nel 1850, quando il Principe Enrico, fratello del Granduca Guglielmo III, la scelse come residenza personale.

## Monumenti
Fra i monumenti vanno segnalati il Palazzo Walferdinger e il castello, che fu assegnato al Granduca Adolfo, secondo la costituzione, vicino alla capitale. Appassionato di vinificazione, Adolfo amava servire ai suoi ospiti vino di sua produzione. Successivamente il castello fu abbandonato dalla famiglia granducale, e adesso ospita la facoltà di Lingua e Letteratura, Materie umanistiche, Arte e Scienze comportamentali dell'Università del Lussemburgo.

## Infrastrutture e trasporti
Walferdange ospita una stazione ferroviaria ed è lambita dall'autostrada N7. Molte autolinee partono e arrivano nel paese. Il servizio di autobus interno al paese si chiama Walfy.